# Chetone kenara
Chetone kenara là một loài bướm đêm thuộc phân họ Arctiinae, họ Erebidae.